# Hegyhátsál
Hegyhátsál è un comune dell'Ungheria di 171 abitanti (dati 2001). È situato nella contea di Vas.